# Louis Brennan

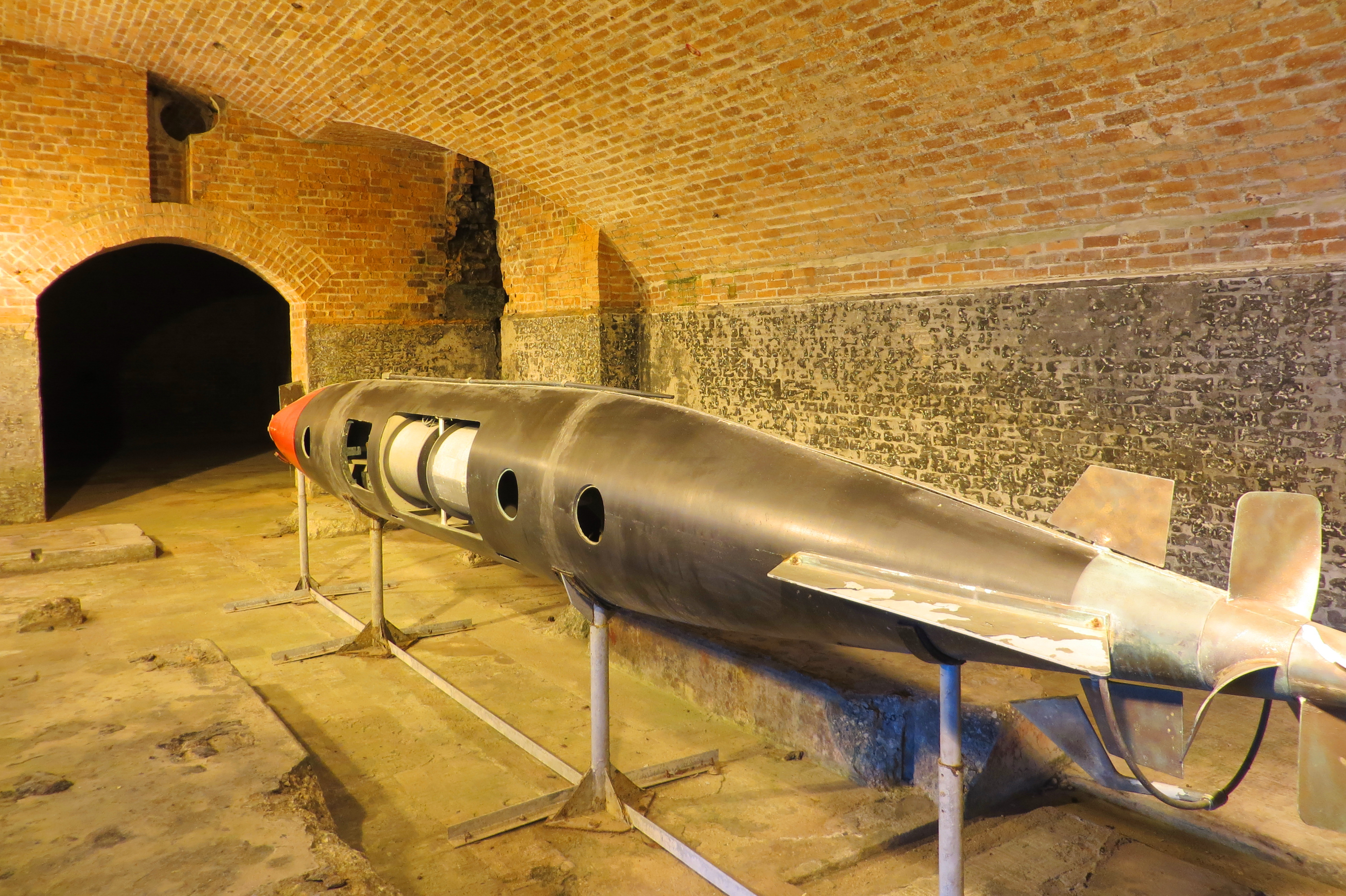
Réplica seccionada de un torpedo Brennan, exhibida en Hong Kong

Louis Brennan (28 de enero de 1852 – 17 de enero de 1932) fue un ingeniero mecánico e inventor australiano de origen irlandés, conocido por el diseño del torpedo Brennan, guiado mediante un sistema de cables; y por el desarrollo de un giromonorraíl, un ferrocarril monorraíl equilibrado giroscópicamente.

## Semblanza
Brennan nació en Castlebar (condado de Mayo, Irlanda), y se trasladó en 1861 con sus padres a Melbourne (Australia). Comenzó su carrera como relojero y un par de años más tarde pasó a trabajar con Alexander Kennedy Smith, un reconocido ingeniero civil y mecánico de la época.
Sirvió como sargento en el regimiento de Ingenieros de Victoria, bajo el mando del Capitán J. J. Clark. Brennan tuvo la idea de un torpedo dirigible en 1874, a partir de la observación de que si se tira de un hilo arrollado en un carrete en un ángulo adecuado, puede hacerse que el carrete se aleje. Brennan pasó algunos años trabajando sobre este invento, y recibió una beca de 700 libras del gobierno local de Victoria para cubrir sus gastos. Patentó el torpedo Brennan en 1877. La idea fue probada en Camden Fort cerca de Crosshaven, Cork, Irlanda.
En 1880, Brennan viajó a Inglaterra, y presentó su invento ante la Oficina de Guerra. Sir Andrew Clarke informó favorablemente a las autoridades acerca de las posibilidades del torpedo si se utilizaba en la defensa de puertos y canales, y la patente finalmente fue comprada por una suma estimada en 100.000 libras esterlinas (equivalentes a 9,3 millones de libras en 2019). En 1887 fue nombrado superintendente de la factoría de torpedos Brennan, ejerciendo como ingeniero consultor entre 1896 y 1907.

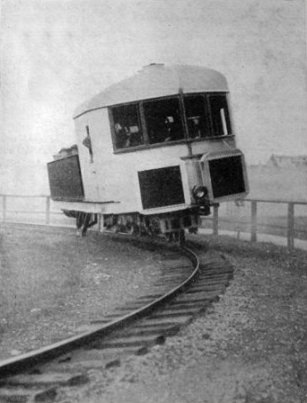
Monorraíl Brennan equilibrado giroscópicamente durante una demostración de su funcionamiento

También dedicó mucho trabajo a un ferrocarril monorraíl equilibrado por un girostato. En 1903 patentó el Gyro Monorail, un monorraíl equilibrado giroscópicamente, que había diseñado para su uso militar. Demostró con éxito el sistema el 10 de noviembre de 1909, en Gillingham (Inglaterra), pero el miedo a que los giróscopos pudieran fallar impidió la adopción del sistema para su uso generalizado.
Entre 1916 y 1919, Brennan sirvió en el departamento de invención de municiones y de 1919 a 1926 fue contratado por el Ministerio del Aire para realizar trabajos de investigación sobre aeronaves en el Royal Aircraft Establishment, de Farnborough, dedicándose a la invención de un helicóptero. El gobierno gastó una gran suma de dinero en este proyecto, pero en 1926 el Ministerio del Aire cesó en su empeño, pese a la decepción de Brennan.
Se casó con Anna Quinn (fallecida en 1931) el 10 de septiembre de 1892. Brennan fue atropellado por un coche en enero de 1932 en Montreux (Suiza), y murió el 17 de enero de 1932. Le sobrevivieron un hijo y una hija. Se le enterró en el Cementerio católico de Santa María de Kensal Green (Londres). El 11 de marzo de 2014, el gobierno irlandés representado por el taoiseach Enda Kenny, presentó la nueva lápida de Brennan en el cementerio de Santa María, en una ceremonia en honor de la vida y de la carrera del inventor.
La Biblioteca Gillingham mantiene el archivo de sus documentos.

## Reconocimientos
- Miembro de la Orden del Baño en 1892
- Miembro de la fundación de la Academia Nacional de Irlanda en 1922

## Lecturas relacionadas
- Tomlinson, Norman (1980). Louis Brennan: Inventor Extraordinaire. John Halliwell. ISBN 0905540182.
- Wilkes, Robert Edward (1973). Louis Brennan CB. Gillingham Library & Arts Committee. p. 30. ISBN 0903316056.